# Indian Intercourse Act

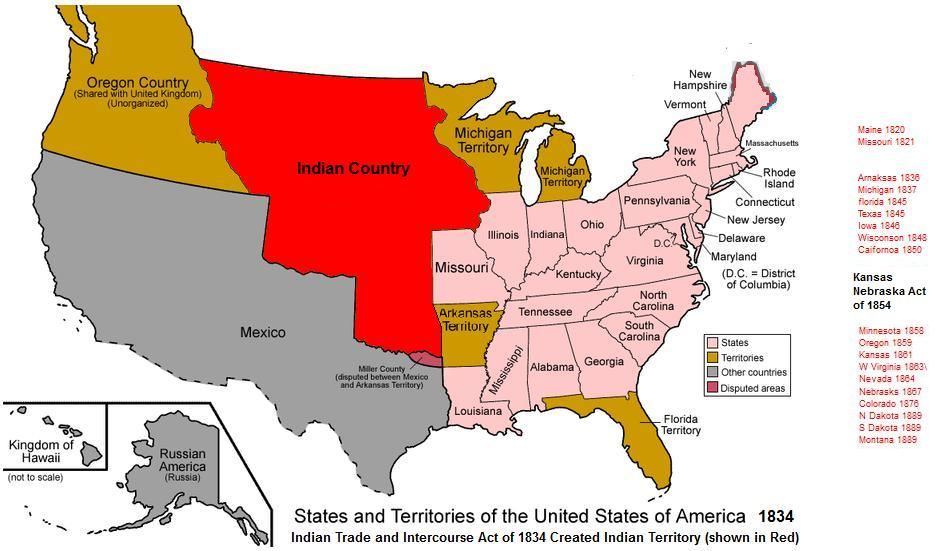
El Territori Indi (vermell), tal com va establir l'Indian Intercourse Act de 1834.

L'Indian Intercourse Act, també conegut amb els noms de Nonintercourse Act o Indian Nonintercourse Act ("Llei d'Interacció Índia", "Llei de no-interacció" o "Llei de no-interacció índia"), és el nom genèric donat als sis estatuts aprovats pel Congrés dels Estats Units els anys 1790, 1793, 1796, 1799, 1802 i 1834 per establir límits amerindis de reserves. Les diverses lleis regulen també el comerç entre estatunidencs i nadius americans. Les disposicions més rellevants de la Llei regulen la inalienabilitat del títol aborigen en els Estats Units, font de litigis continuada durant gairebé 200 anys. La prohibició de compra de terres índies sense l'aprovació del govern federal té els seus orígens en la Proclamació reial de 1763 i la Proclamació del Congrés de la Confederació de 1783.

## Text de la disposició del sòl

L'Amèrica del Nord britànica en el moment de la Proclamació reial de 1763.

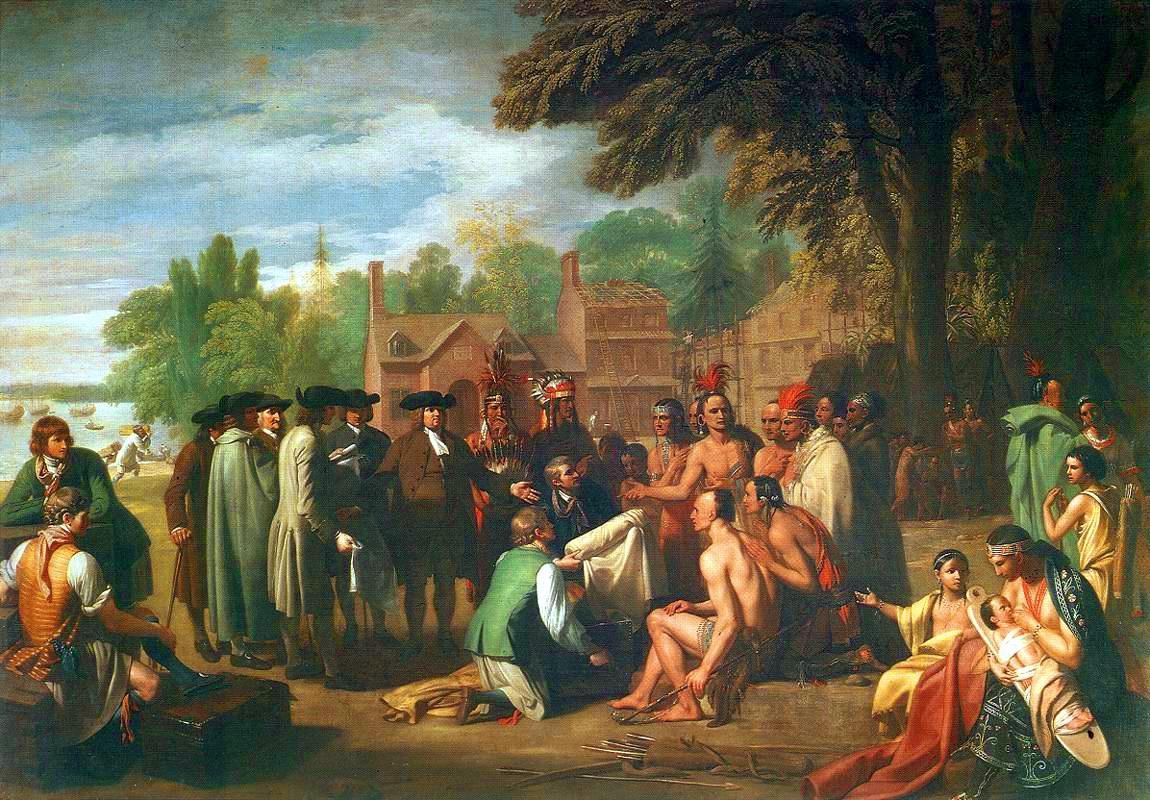
Tracte de William Penn amb indis, pintat per Benjamin West.

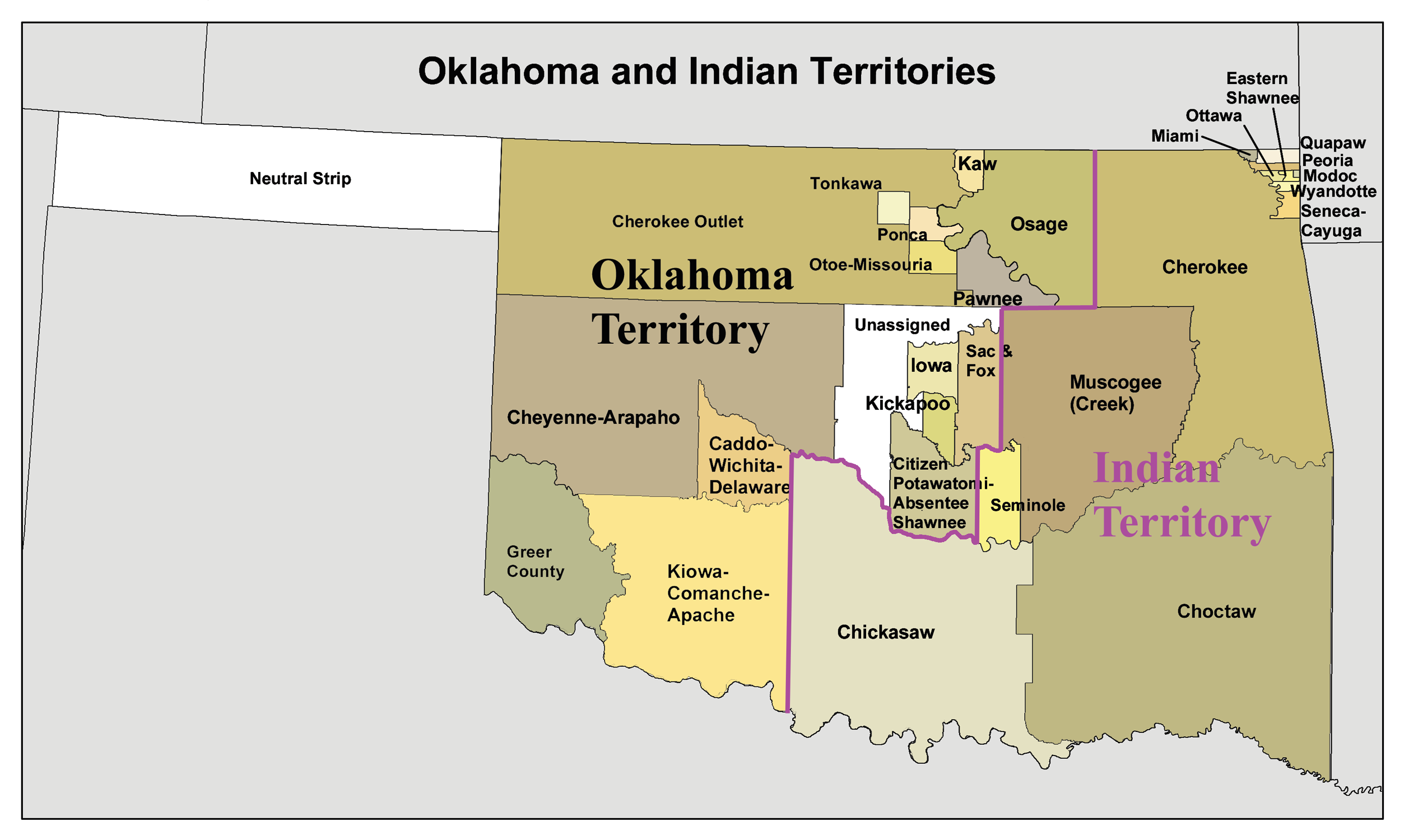
Mapa del Territori d'Oklahoma i el reduït Territori Indi cap al 1890.

Les primeres quatre Lleis van caducar després de 4 anys, i les de 1802 i 1834 no tenien venciment. La versió de la Llei vigent en el moment de la transmissió il·lícita determina la llei que s'aplica. Els tribunals han trobat poques diferències legals entre les cinc versions de la Llei. Per exemple, la Llei de 1793 va ampliar l'àmbit de la Llei de 1790 mitjançant l'aplicació de la prohibició no només a les terres sinó a les "demandes".
La Llei original, aprovada el 22 de juliol de 1790, estableix: "Cap venda de terrenys realitzada per cap indi, ni cap nació o tribu d'indis en els Estats Units, serà vàlida per a cap persona o persones, o per a qualsevol estat, ja sigui amb el dret de preferència d'aquestes terres o no, tret que aquesta sigui feta i executada degudament en algun tractat públic, sota la competència dels Estats Units."
La Llei de 1793 estableix: "Cap compra o concessió de terres, o de qualsevol títol o reclamació d'aquest, de qualsevol indi o nació o tribu d'indis, dins dels límits dels Estats Units, tindrà validesa legal o equitativa, llevat que sigui feta per un tractat o convenció celebrada de conformitat amb la constitució..."
La Llei de 1796 estableix: "Cap compra, subvenció, arrendament o qualsevol altra transmissió de terrenys, o de qualsevol títol o reclamació d'aquest, de qualsevol indi o nació o tribu d'indis, dins dels límits dels Estats Units, tindrà validesa, en llei o equitat, llevat que el mateix es fes per tractat o convenció, realitzat d'acord amb la constitució..."
La Llei de 1799 estableix: "Cap compra, subvenció, arrendament o qualsevol altra transmissió de terrenys, o de cap títol o reclamació d'aquest, de qualsevol indi o nació o tribu d'indis, dins dels límits dels Estats Units, tindrà cap validesa, de dret o d'equitat, llevat que el mateix es fes per tractat o convenció, celebrat de conformitat amb la constitució..."
La Llei 1802 estableix: "Cap compra, subvenció, arrendament o qualsevol altra transmissió de terrenys, ni cap títol o reclamació d'aquest, de cap indi o nació o tribu d'indis, dins dels límits dels Estats Units, tindrà validesa, de dret o equitat, tret que aquest es faci a través d'un tractat o convenció, realitzat d'acord amb la constitució..."
La Llei de 1834, actualment codificada a 25 U.S. § 177, estableix: "Cap compra, subvenció, arrendament o qualsevol altra transmissió de terrenys, ni cap títol o reclamació d'aquesta, de qualsevol nació indígena o tribu d'indígenes, tindrà validesa jurídica o patrimonial, llevat que el mateix es fes per tractat o convenció en conformitat amb la constitució."